# Keetmanshoop Rurale
Il distretto elettorale di Keetmanshoop Rurale è un distretto elettorale della Namibia situato nella regione di ǁKaras con 7.219 abitanti al censimento del 2011. Il capoluogo è la città di Aroab.

## Località
Il distretto occupa l'area circostante la città di Keetmanshoop. Le principali località, oltre al capoluogo Aroab, sono Krönlein, Koës, Seeheim e Klein Karas.